# عبد الجبار شنشل
عبد الجبار خليل شنشل (1920 - 2014) ضابط عراقي سابق برتبة فريق أول ركن . ورئيس اركان الجيش العراقي ووزير دفاع،  ووزير دولة للشؤون العسكرية .

## ولادته ونشأته
ولد عبد الجبار خليل شنشل البكري عام 1920 في مدينة الموصل في محافظة نينوى لأسرة موصلية يرجع نسبها إلى أبي بكر الصديق عن طريق حفيده العالم البغدادي ابن الجوزي.
درس القراءة والكتابة وتلاوة القرآن في إحدى كتاتيب الموصل (الملا) حيث ختم القران الكريم وتعلم تلاوته، وبعدها أكمل الدراسة الابتدائية في مدرسة الوطن والمتوسطة والثانوية في الثانوية المركزية في الموصل.

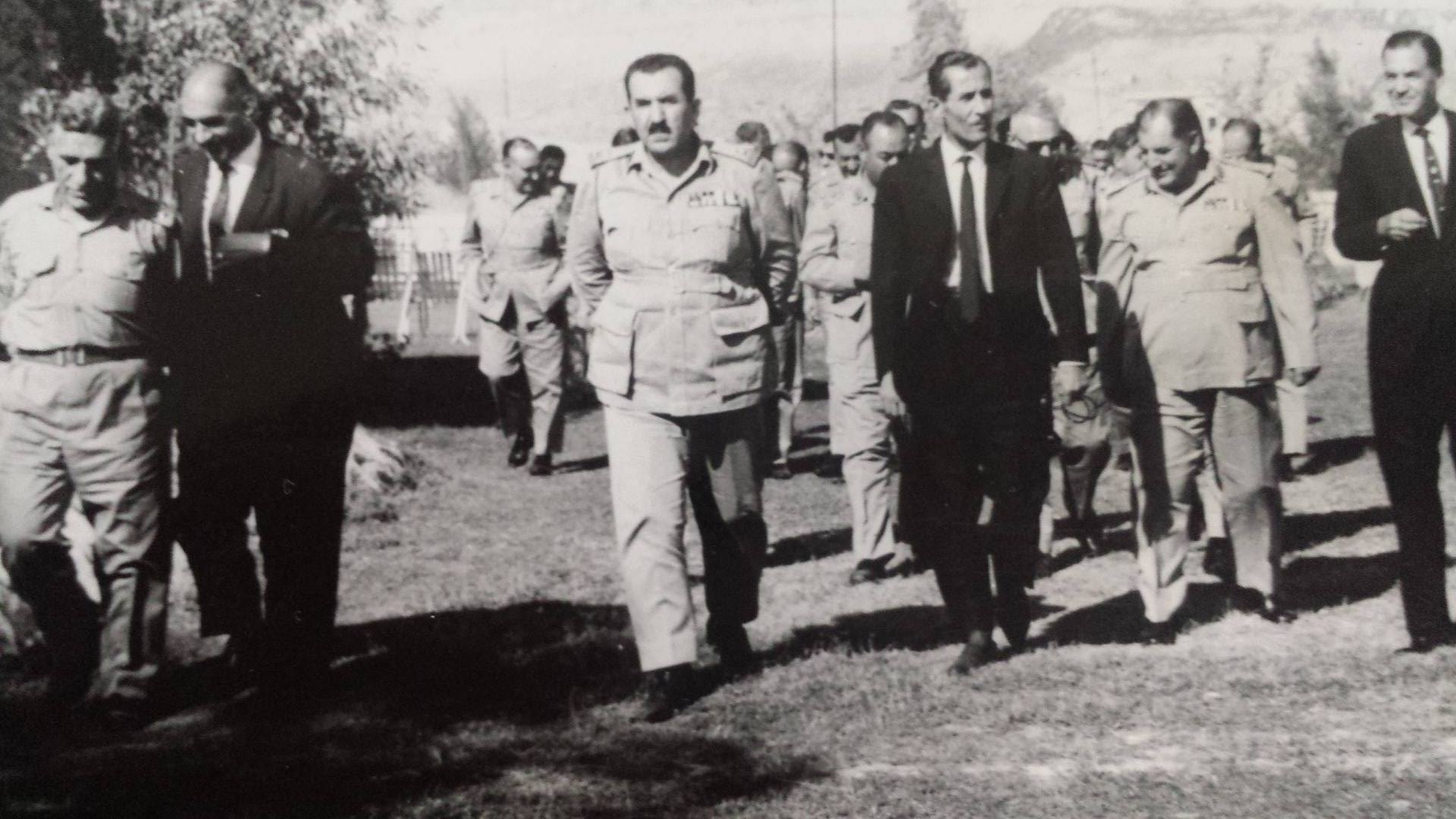
عبد الجبار شنشل مع كبار ضباط الجيش العراقي في فترة الستينات اثناء اجتماعهم في معسكر الغزلاني

## خدمته
- تخرج في الكلية العسكرية العراقية في عام 1940.
- ثم دخل كلية الأركان العراقية وتخرج فيها.
- في عام 1953 نسب للتدريس في كلية الأركان حتى عام 1957.
- عام 1958 عمل في تأسيس كلية الأركان الأردنية والتدريس فيها في فترة الاتحاد العربي الهاشمي بين الأردن والعراق. وحصل على وسام خاص من الملك الهاشمي حسين بن طلال.
- في عام 1970 اختير رئيسا لأركان الجيش العراقي واستمر فيه أربعة عشر عاما.
- في عام 1984 وزير الدولة للشؤون العسكرية مع استمراره في عضوية القيادة العامة للقوات المسلحة العراقية.
- في عام 1989 وزير الدفاع حتى 17 / كانون الأول 1990 حيث عاد إلى منصب وزير الدولة للشؤون العسكرية.
- شارك في في كل حروب الجيش العراقي ابتداءً من حرب عام 1941، وحرب فلسطين عام 1948، وحرب 6 تشرين عام 1973، ومعارك القادسية 1980، وحرب 1991، وحتى سقوط بغداد 2003.
- حصل على العديد من الأوسمة منها وسام الرافدين من الدرجة الأولى من النوع العسكري ووسام القادسية من الدرجة الأولى وسيف القادسية من الدرجة الأولى وثمانية أنواط شجاعة ونوط الخدمة الفعلية ونوط حرب 1941 ونوط حرب فلسطين 1948 ونوطي استحقاق عالي ونوط حماية بغداد من الغرق عام 1954.
- أشرف على العديد من الدراسات الخاصة بتطوير القوات المسلحة وأعمالها في الميدان.
- أشرف على العديد من التمارين التعبوية والاستراتيجية المختلفة.
- أشرف على كتابة تاريخ العسكرية العراقية.
- امتدت مدة خدمته إلى خمس وستين عاما ابتدأها من ضابط برتبة ملازم حتى وصل إلى رتبة فريق أول ركن.

الفريق أول ركن عبد الجبار شنشل قبل سقوط بغداد

كان من مؤسسي الجيش العراقي الحديث وبناته حيث ينسب له أنه زاد عدد الجيش العراقي من 6 فرق إلى 60 فرقة، وبذل جهده في تحديث الجيش وتقويته، وله مؤلفات عديدة تناولت التدريب والقيادة والسيطرة. غادر العراق بعد مرضه وشيخوخته في عام 2004.

## صفاته
كان دقيقا حازما، يجيد التفاوض، ويحرص على إنهاء المهام الموكلة على أفضل صورة وكان يستعمل مهاراته التفاوضية مع الروس بغية تخفيض أثمان الأسلحة الروسية.

## أوسمته
- وسام الرافدين من الدرجة الأولى من النوع العسكرى.
- وسام القادسية من الدرجة الأولى.
- سيف القادسية من الدرجة الأولى.
- نوط الشجاعة. (4)
- نوط الخدمة الفعلية.(4)
- نوط حرب 1941.
- نوط حرب فلسطين 1948.
- نوطي استحقاق عالي.
- نوط حماية بغداد من الغرق عام 1954.

## وفاته
توفي السبت 20 أيلول 2014، بمشفى في العاصمة الأردنية عمان عن عمر ناهز 94 عاما. بعد معاناة مع المرض إذ أصيب بجلطة دماغية منذ عام 2012 فقد كان يقيم في عمان عند ابنته، التي تتكفل برعايته بشكل تام، منذ احتلال العراق عام 2003، وشيع جثمانه إلى مقبرة شهداء الجيش العراقي في محافظة المفرق الأردنية (70 كم شمال عمان).